# Europese Politieacademie
De Europese Politieacademie (afgekort CEPOL of EPA) is formeel een agentschap van de Europese Unie. De Europese Politieacademie was gevestigd in Bramshill (Verenigd Koninkrijk), maar is in 2014 verhuisd naar Boedapest. Het acroniem CEPOL is ontleend aan het Frans: Collège européen de police.
In de Europese Politieacademie kunnen hoge politiebeambten uit de EU een opleiding volgen. CEPOL helpt de nationale politiediensten in de EU bij de bestrijding van (vooral grensoverschrijdende) criminaliteit en organiseert sinds 2001 cursussen over Europees politiewerk.
De belangrijkste doelstelling van CEPOL bestaat erin politiebeambten uit verschillende EU-landen te informeren over elkaars nationale politiestructuren en de grensoverschrijdende samenwerking tussen politiediensten in Europa.
De Europese politieacademie kan samenwerken met nationale politiescholen in landen buiten de Europese Unie. De academie stelt haar infrastructuur met name ter beschikking van hoge politiebeambten uit de kandidaat-lidstaten en uit IJsland en Noorwegen. 
De EPA was gevestigd in Bramshill House, waar sinds 1960 ook een Engelse politieacademie is gevestigd. Het Verenigd Koninkrijk heeft echter besloten het complex van de hand te doen, waardoor de EPA zich gedwongen zag te verhuizen. Aanvankelijk was het plan om het instituut in Den Haag te vestigen, maar in oktober 2013 werd besloten tot een verhuizing naar de Hongaarse hoofdstad Boedapest in 2014. 